# Лаусса
Лаусса (нем. Laussa) — коммуна (нем. Gemeinde) в Австрии, в федеральной земле Верхняя Австрия.
Входит в состав округа Штайр.  Население составляет 1344 человека (на 31 декабря 2005 года). Занимает площадь 34 км². Официальный код  —  41508.

## Политическая ситуация
Бургомистр коммуны — Йозеф Гзёльпойнтнер (АНП) по результатам выборов 2003 года.
Совет представителей коммуны (нем. Gemeinderat) состоит из 19 мест.
- АНП занимает 10 мест.
- СДПА занимает 7 мест.
- АПС занимает 2 места.